# Mistrzostwa świata w łucznictwie polowym
Mistrzostwa świata w łucznictwie polowym – zawody łucznicze, które odbywają się obecnie co dwa lata. 
Po raz pierwszy mistrzostwa odbyły się w 1969 roku w Valley Forge (USA). Zawodnicy i zawodniczki walczyli wówczas o indywidualne medale w łuku klasycznym oraz łuku gołym/instynktownym. W latach 1986–1988 rozgrywano zawody w mikście, które od 1992 roku zostały zastąpione przez rozgrywki drużynowe. Od 1990 roku rozgrywane są zawody w łuku bloczkowym. W latach 1986–1988 w zawodach startowali także juniorzy, a w 1988 również juniorki. Później nastąpiła dwunastoletnia przerwa w startach juniorów i wrócili oni do nieoficjalnej rywalizacji w 2000. Oficjalne wyniki dla juniorów podaje się dopiero od 2004 roku, a dla juniorek od 2006. 
W latach 1970–1978 oraz 1982-1988 mistrzostwa były traktowane również jako mistrzostw Europy - nie rozgrywano osobnych konkurencji, medale otrzymywała trójka najlepszych reprezentantów z Europy.
Organizatorem mistrzostw jest Światowa Federacja Łucznicza (FITA).
Polska zdobyła dotychczas jeden medal. W 2016 roku na najniższym stopniu podium w konkurencji łuków klasycznych stanęła Joanna Rząsa.

## Edycje
| Lp  | Rok  | Gospodarz                        | Data                         | Liczba konkurencji |
| --- | ---- | -------------------------------- | ---------------------------- | ------------------ |
| 1.  | 1969 | Valley Forge                     | 18-19 sierpnia               | 4                  |
| 2.  | 1970 | Cardiff                          | 11–12 września               | 4                  |
| 3.  | 1972 | Gorycja                          | 16-17 września               | 4                  |
| 4.  | 1974 | Zagrzeb                          | 27-28 sierpnia               | 4                  |
| 5.  | 1976 | Mölndal                          | 4-5 września                 | 4                  |
| 6.  | 1978 | Genewa                           | 16–17 września               | 4                  |
| 7.  | 1980 | Palmerston North                 | 22–23 listopada              | 4                  |
| 8.  | 1982 | Kingsclere                       | 11–12 września               | 4                  |
| 9.  | 1984 | Hyvinkää                         | 23–25 sierpnia               | 4                  |
| 10. | 1986 | Radstadt                         | 25–30 sierpnia               | 7                  |
| 11. | 1988 | Bolzano                          | 29 maja - 6 czerwca          | 8                  |
| 12. | 1990 | Loen                             | 26 sierpnia - 2 września     | 6                  |
| 13. | 1992 | Margraten                        | 1-7 czerwca                  | 8                  |
| 14. | 1994 | Vertus                           | 12-14 sierpnia               | 8                  |
| 15. | 1996 | Kranjska Gora                    | 24–30 czerwca                | 8                  |
| 16. | 1998 | Obergurgl                        | 3-9 sierpnia                 | 8                  |
| 17. | 2000 | Cortina d’Ampezzo                | 11-16 lipca                  | 8                  |
| 18. | 2002 | Canberra                         | 10-14 sierpnia               | 8                  |
| 19. | 2004 | Park Narodowy Jezior Plitwickich | 5-10 lipca                   | 12                 |
| 20. | 2006 | Göteborg                         | 27 sierpnia - 2 września     | 14                 |
| 21. | 2008 | Llwynypia/Cardiff                | 1-6 września                 | 11                 |
| 22. | 2010 | Wyszehrad                        | 13-18 lipca                  | 14                 |
| 23. | 2012 | Val d’Isère                      | 14-19 sierpnia               | 14                 |
| 24. | 2014 | Zagrzeb                          | 18-24 sierpnia               | 15                 |
| 25. | 2016 | Dublin                           | 27 września - 2 października | 16                 |
| 26. | 2018 | Cortina d’Ampezzo                | 4-9 września                 | 16                 |
| 27. | 2022 | Tahkuranna                       | 5-13 sierpnia                | 16                 |

## Zwycięzcy

### Kobiety
| Rok  | Łuki klasyczne      | Łuki bloczowe       | Łuki gołe/instynktowne | Drużynowo       |
| ---- | ------------------- | ------------------- | ---------------------- | --------------- |
| 1969 | Irma Danielsson     |                     | Raye Dabelow           |                 |
| 1970 | Sonia Johansson     | Eunice Schewe       |                        |                 |
| 1972 | Maureen Bechdolt    | Ingegerd Grandqvist |                        |                 |
| 1974 | Lucille Lessard     | Eunice Schewe       |                        |                 |
| 1976 | Annemarie Lehmann   | Shirley Sandiford   |                        |                 |
| 1978 | Annemarie Lehmann   | Suizuko Kobuchi     |                        |                 |
| 1980 | Carita Jussila      | Sirpa Konttila      |                        |                 |
| 1982 | Carita Jussila      | Annie Dardenne      |                        |                 |
| 1984 | Lisa Buscombe       | Giuseppina Meini    |                        |                 |
| 1986 | Carita Jussila      | Annie Dardenne      | Francja                |                 |
| 1988 | Liselott Andersson  | Giuseppina Meini    | Włochy                 |                 |
| 1990 | Carole Ferriou      | Ann Shepherd        | Nadine Visconti        |                 |
| 1992 | Carole Ferriou      | Susanne Kessler     | Nadine Visconti        | Włochy          |
| 1994 | Jenny Sjouall       | Michelle Ragsdale   | Odile Boussiere        | Niemcy          |
| 1996 | Carole Ferriou      | Petra Ericsson      | Odile Boussiere        | Szwecja         |
| 1998 | Sabine Mayrhofer    | Cathérine Pellen    | Trish Lovell           | Francja         |
| 2000 | Christel van Berkel | Jahna Davis         | Trish Lovell           | Włochy          |
| 2002 | Laure Barczynski    | Cathérine Pellen    | Reingild Linhart       | Szwecja         |
| 2004 | Jessica Tomasi      | Francoise Volle     | Monika Jentges         | Francja         |
| 2006 | Dolores Cekada      | Silke Hoettecke     | Luciana Pennacchi      | Szwecja         |
| 2008 | Jessica Tomasi      | Jamie van Natta     | Becky Nelson-Harris    | Szwecja         |
| 2010 | Christine Bjerendal | Anne Lantee         | Eleanora Strobbe       | Niemcy          |
| 2012 | Elena Richter       | Ivana Buden         | Lina Björklund         | Wielka Brytania |
| 2014 | Lisa Unruh          | Toja Černe          | Lina Björklund         | Austria         |
| 2016 | Amy Oliver          | Irene Franchini     | Chantal Porte          | Wielka Brytania |
| 2018 | Lisa Unruh          | Paige Pearce        | Lina Björklund         | Niemcy          |

### Mężczyźni
| Rok  | Łuki klasyczne          | Łuki bloczowe    | Łuki gołe/instynktowne   | Drużynowo         |
| ---- | ----------------------- | ---------------- | ------------------------ | ----------------- |
| 1969 | Richard Branstetter Jr. |                  | Warren T. Cowles         |                   |
| 1970 | Stephen Lieberman       | Elmer Moore      |                          |                   |
| 1972 | John Williams           | Leif Berggren    |                          |                   |
| 1974 | Doug Brothers           | Leif Berggren    |                          |                   |
| 1976 | Tommy Persson           | Jukka Virtanen   |                          |                   |
| 1978 | Darrell Pace            | Anders Rosenberg |                          |                   |
| 1980 | Tommy Persson           | Anders Rosenberg |                          |                   |
| 1982 | Tommy Quick             | Anders Rosenberg |                          |                   |
| 1984 | Gert Bjerendal          | Lars Weren       |                          |                   |
| 1986 | Göran Bjerendal         | Mats Palmer      | Francja                  |                   |
| 1988 | Andrea Parenti          | Michele Oneto    | Włochy                   |                   |
| 1990 | Jay Barrs               | Randall Ulmer    | Mats Palmer              |                   |
| 1992 | Jay Barrs               | Morgan Lundin    | Anders Rosenberg         | Australia         |
| 1994 | Andrea Parenti          | Tom Henriksen    | Alessandro Gaudenti      | Francja           |
| 1996 | Andrea Parenti          | Jeff Button      | Renseo van Wees          | Francja           |
| 1998 | Jon Shales              | Peter Andersson  | Erik Jonsson             | Wielka Brytania   |
| 2000 | Michele Frangilli       | Morgan Lundin    | Mathias Larsson          | Szwecja           |
| 2002 | Michele Frangilli       | Dave Cousins     | Martin Ottoson           | Szwecja           |
| 2004 | Sebastian Rohrberg      | Chris White      | Erik Jonsson             | Wielka Brytania   |
| 2006 | Michele Frangilli       | Morgan Lundin    | Giuseppe Seimandi        | Stany Zjednoczone |
| 2008 | Sebastian Rohrberg      | Rod Menzer       | Sergio Massimo Cassiani  | Włochy            |
| 2010 | Alan Wills              | Dave Cousins     | Pasi Ahjokivi            | Finlandia         |
| 2012 | Jean-Charles Valladont  | Jesse Broadwater | Sebastian Juanola Codina | Stany Zjednoczone |
| 2014 | Brady Ellison           | Jesse Broadwater | Erik Jonsson             | Stany Zjednoczone |
| 2016 | Brady Ellison           | Steve Anderson   | Erik Jonsson             | Stany Zjednoczone |
| 2018 | Wataru Oonuki           | Mike Schloesser  | Erik Jonsson             | Niemcy            |

### Juniorki
| Rok  | Łuki klasyczne    | Łuki bloczowe      | Łuki gołe/instynktowne | Drużynowo |
| ---- | ----------------- | ------------------ | ---------------------- | --------- |
| 1988 | Carole Ferriou    |                    |                        |           |
| 2000 |                   | Francesco Fabruzzo | Aden Mulligan          |           |
| 2004 | Maja Žlender      | Isabell Danielsson | Irene Mausoli          |           |
| 2006 | Malin Wallin      | Malin Johansson    | Petra Krt              |           |
| 2008 | Ana Umer          |                    |                        |           |
| 2010 | Zoé Gobbels       | Emeline Salmon     |                        |           |
| 2012 | Marion Vives      | Sabrina Franzoi    | Wielka Brytania        |           |
| 2014 | Miriam Trafford   | Maja Orlic         | Anna Carrasco          |           |
| 2016 | Chiara Rebagliati | Sophia Strachan    | Sara Noceti            | Włochy    |
| 2018 | Aiko Rolando      | Sara Ret           | Natalia Trunfio        | Szwecja   |

### Juniorzy
| Rok  | Łuki klasyczne      | Łuki bloczowe     | Łuki gołe/instynktowne | Drużynowo         |
| ---- | ------------------- | ----------------- | ---------------------- | ----------------- |
| 1986 | Simon Pavlin        |                   | Izidor Pozar           |                   |
| 1988 | Andreas Lorenz      | Thomas Mulleman   |                        |                   |
| 2000 | Daniela Ascenzi     | Giocomo Biaggini  | Luca Del Secco         |                   |
| 2004 | Ivan Muznik         | Stefano Zanobetti | Andreas Lindstrom      | Słowenia          |
| 2006 | Lars Eggestig       | Mikkel Norgaard   | Mattia Careggio        | Włochy            |
| 2008 | Massimiliano Mandia | Alex Bridgman     |                        |                   |
| 2010 | Jarrod Nicholson    | Sean Elza         | Raphael Petit Minuesa  | Niemcy            |
| 2012 | Jesper Fredriksson  | Renaud Domanski   |                        | Niemcy            |
| 2014 | Matija Mihalic      | Mario Vavro       | Alessio Noceti         | Wielka Brytania   |
| 2016 | Alen Remar          | Nico Wiener       | Alessio Noceti         | Stany Zjednoczone |
| 2018 | William Pike        | Timo Bega         | Eric Esposito          | Stany Zjednoczone |

## Klasyfikacja medalowa
Klasyfikacja medalowa po mistrzostwach świata w 2018 r.
| Lp. | Państwo           | Złoto | Srebro | Brąz | Razem |
| 1.  | Szwecja           | 46    | 40     | 37   | 123   |
| 2.  | Stany Zjednoczone | 38    | 31     | 29   | 98    |
| 3.  | Włochy            | 36    | 34     | 32   | 102   |
| 4.  | Francja           | 25    | 19     | 21   | 65    |
| 5.  | Wielka Brytania   | 15    | 23     | 19   | 57    |
| 6.  | Niemcy            | 13    | 15     | 22   | 50    |
| 7.  | Finlandia         | 6     | 11     | 10   | 27    |
| 8.  | Słowenia          | 6     | 4      | 14   | 24    |
| 9.  | Chorwacja         | 5     | 4      | 2    | 11    |
| 10. | Austria           | 4     | 6      | 5    | 15    |
| 11. | Dania             | 4     | 4      | 4    | 12    |
| 12. | RFN               | 3     | 4      | 1    | 8     |
| 13. | Holandia          | 3     | 3      | 3    | 9     |
| 14. | Japonia           | 3     | 0      | 2    | 5     |
| 15. | Australia         | 2     | 5      | 5    | 12    |
| 16. | Belgia            | 2     | 3      | 3    | 8     |
| 17. | Kanada            | 2     | 1      | 0    | 3     |
| 18. | Jugosławia        | 2     | 0      | 0    | 2     |
| 19. | Hiszpania         | 1     | 2      | 0    | 3     |
| 20. | Luksemburg        | 1     | 0      | 0    | 1     |
| 21. | Norwegia          | 0     | 2      | 3    | 5     |
| 22  | Chiny             | 0     | 2      | 0    | 2     |
| 23. | Czechy            | 0     | 1      | 1    | 2     |
| 23. | Szwajcaria        | 0     | 1      | 1    | 2     |
| 23. | Węgry             | 0     | 1      | 1    | 2     |
| 26. | Rumunia           | 0     | 1      | 0    | 1     |
| 27. | Argentyna         | 0     | 0      | 1    | 1     |
| 27. | Polska            | 0     | 0      | 1    | 1     |

## Polscy medaliści
| Medal | Rok  | Miejsce | Konkurencja                    | Zawodnicy    |
| ----- | ---- | ------- | ------------------------------ | ------------ |
| brąz  | 2016 | Dublin  | Indywidualnie (łuki klasyczne) | Joanna Rząsa |